# Le Pont du Diable (téléfilm)
Pour plus de détails, voir Fiche technique et Distribution.

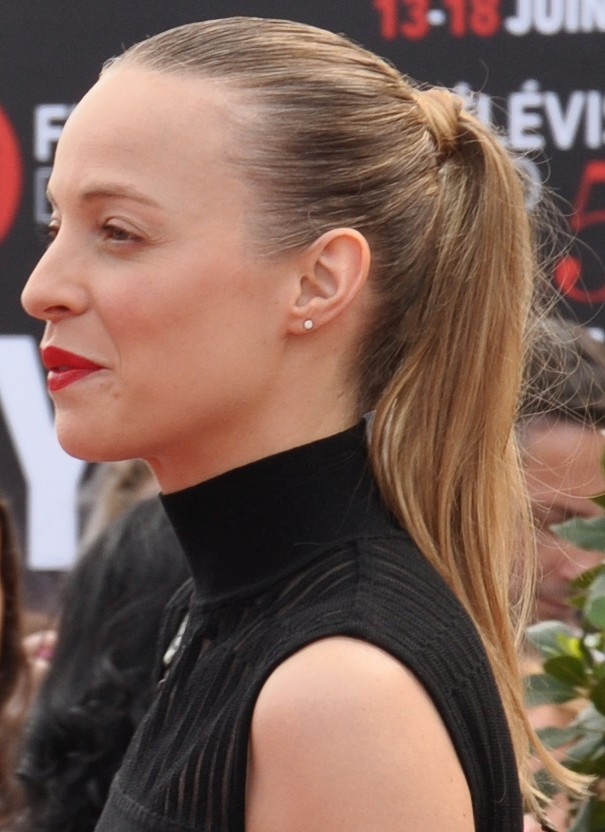
Élodie Frenck.

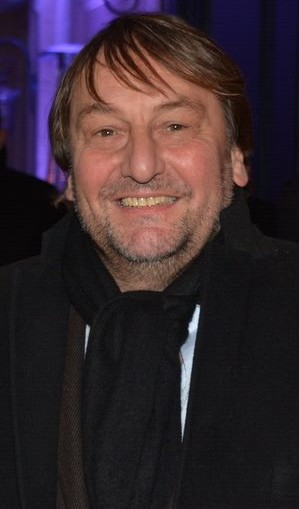
Patrick d'Assumçao.

Le Pont du Diable est un téléfilm franco-belge réalisé en 2018 par Sylvie Ayme d'après un scénario d'Éric Delafosse et Sylvie Ayme, diffusé pour la première fois en Belgique sur La Une le 12 janvier 2019 et en France sur France 3 le 26 janvier 2019,.
Cette fiction est une coproduction d'EndemolShine Fiction, France Télévisions, Be-FILMS et la RTBF (télévision belge),.

## Synopsis
André Savignac, maire de Saint-Guilhem-le-Désert, est retrouvé pendu au Pont du Diable (Saint-Jean-de-Fos). Meurtre ou suicide ?

## Distribution
- Élodie Frenck : Marina Fazergues, commandant au SRPJ de Montpellier
- David Kammenos : le berger Franck Livarois
- Patrick d'Assumçao : Philippe Charras, chef de la gendarmerie locale
- Myriam Bourguignon : lieutenant Inès Guemouri
- Pierre-Olivier Mornas : Eric Savignac
- Anne Benoît : Chantal Fazergues
- Nina Bouffier : Fanny Fazergues
- Pascal Turmo : Le légiste
- Jean-François Malet : Raphaël Scotto
- Thomas Trigeaud : Thomas Scotto
- Lounès Tazairt:  Mohamed Gazhouani
- Nouritza Emmanuelian : Léa Roussin
- Christophe Truchi : Damien Fazergues
- Cécile Combredet : Estelle Rocca
- Mama Prassinos : la procureure
- Dominique Ratonnat : Gilles Soubes
- Núria Lloansi : Laetitia Dubos
- Mathieu Bonfils : Marc Dubos
- Florie Abras : Carole
- Claude Maurice : Annie, cliente du magasin
- Alice Lagarde : Naomi
- Laurent Frattale : André Savignac à 44 ans
- Coline Bellin : Marina à 15 ans
- Zachary Toulemont Eoche : Éric Savignac à 15 ans
- Oumayma Dennouni : Nora Allouache
- Auguste Wilhelm : Damien à 12 ans

## Production

### Tournage
Le tournage du téléfilm Le Pont du diable a lieu durant l'été 2018 dans les départements français de l'Hérault et du Gard, notamment du côté de Gignac, Mèze, Nîmes, Saint-Bauzille-de-Putois et Saint-Guilhem-le-Désert, village dont le maire est retrouvé, au début du téléfilm, pendu au Pont du Diable qui marque la fin des gorges de l'Hérault, à cheval entre Saint-Jean-de-Fos et Saint-Guilhem-le-Désert,.
Le tournage a fait appel à de nombreux intermittents du spectacle et habitants de la région.

### Fiche technique
- Titre français : Le Pont du Diable
- Genre : Drame, Policier, Thriller[4]
- Production : Nicolas Coppermann, Juliette Hayat[2]
- Sociétés de production : EndemolShine Fiction, France Télévisions, Be-Films et RTBF (télévision belge)[2],[3],[4]
- Réalisation : Sylvie Ayme[2],[3],[7],[8]
- Scénario : Éric Delafosse et Sylvie Ayme[2],[7],[8]
- Musique : Jérôme Lemonnier[9]
- Décors : Yan Arlaud[2]
- Costumes : Marie Jagou[2]
- Pays de production :  France /  Belgique
- Langue originale : français
- Format : couleur
- Durée : 90 minutes[3],[8]
- Dates de première diffusion :
  - Belgique : 12 janvier 2019 sur La Une (RTBF)[1]
  - France : 26 janvier 2019 sur France 3[5],[6],[10]

## Accueil critique
Télé-Loisirs trouve Élodie Frenck « très convaincante dans la peau de Marina Fazergues, une capitaine de police rongée par la culpabilité, à mille lieues de Marlène Leroy, son personnage de ravissante idiote dans Les Petits Meurtres d'Agatha Christie ».
Le Figaro voit dans ce téléfilm « une fiction policière de qualité, qui mêle scénario trépidant et beaux paysages ».
Pour Télé Star, « Élodie Frenck troque sa panoplie de Marlène (Les petits meurtres d'Agatha Christie) pour un jeu beaucoup moins nunuche dans ce drame policier bien huilé ».
Télé 7 jours estime que Le Pont du Diable est « un téléfilm policier au scénario bien ficelé servi par les paysages magnifiques des gorges de l'Hérault et l'architecture médiévale de Saint-Guilhem-le-Désert. Élodie Frenck en flic tourmenté et David Kammenos, troublant avec sa gueule de pâtre grec, livrent une excellente partition »
Pour Jean-Christophe Nurbel du site Bulles de Culture, Le Pont du diable est « un honnête téléfilm policier du samedi soir, qui satisfera les amateurs du genre » et « coche toutes les cases du genre : un meurtre lié au passé, une légende locale autour du pont où le cadavre a été retrouvé, une enquête policière menée par un duo dissemblable formé par Elodie Frenck et Patrick d'Assumçao, un traumatisme lié à l'enfance pour le personnage principal campé par Élodie Frenck, un petit soupçon d'histoire d'amour entre le personnage de David Kammenos et celui d'Élodie… Et le tout est accompagné de plans aériens sur un joli département de France ».
Enfin, Télé Magazine juge l'intrigue assez prenante.

## Diffusions et audience
La toute première diffusion du Pont du Diable a lieu en Belgique, le 12 janvier 2019 sur La Une (RTBF).
Le téléfilm est ensuite diffusé trois fois sur France 3, :
- le 26 janvier 2019, lors de la première diffusion, le téléfilm est vu par 4,8 millions de téléspectateurs, soit 22,9 % de part d'audience en France[16] ;
- le 9 mai 2020, il fait mieux que  lors de sa première diffusion, puisqu'il rassemble 5,50 millions de téléspectateurs, soit une part d'audience globale de 22,8 %[17] ;
- enfin le 2 mars 2021, lors de sa troisième diffusion, il fédère encore « 4 millions d'aficionados, soit 17,6 % du public, un score qui permet à la chaîne de se placer sur la première marche des audiences de la soirée »[16].

Le Pont du Diable est par ailleurs diffusé sur la chaîne de télévision thématique française 13ème Rue le 2 mars 2019, le 9 mars 2019 et le 26 mars 2019.